# Iwan Butkowski
Iwan Butkowski ps. Hucuł (ur. 2 maja 1910 w Skolem, zm. 5 sierpnia 1967 w Monachium) – podpułkownik Ukraińskiej Powstańczej Armii, w pierwszej połowie 1944 dowódca IV Okręgu Wojskowego „Howerla” w stopniu porucznika.
Członek Ukraińskiej Organizacji Wojskowej, działacz Organizacji Ukraińskich Nacjonalistów. W latach 1938–1939 członek sztabu wojskowego Siczy Karpackiej, uczestnik walk w rejonie Chustu, po zakończeniu walk w niewoli węgierskiej. Po zwolnieniu z obozu powrócił do Galicji, w 1943 dowódca kurenia „Czorni Czorty” Ukraińskiej Samoobrony Narodowej.
Po 1945 szef Misji UPA na Zachodzie, mianowany na stopień podpułkownika w 1949.